# Петър Пунчев
 Тази статия е за българския журналист.  За духовника вижте Петър Пунчев (духовник).  
Петър Евтимов Пунчев е български радиожурналист, съосновател на първото частно радио в България, Радио FM+.

## Биография
Роден е през 1956 година във Велинград. Част от детството му преминава в Сирия, където работи майка му. Учи във френския лицей в Дамаск, във френската гимназия в София и в Москва. От 1973 до 1978 година следва в Журналистическия факултет на Московския държавен университет „Ломоносов“.
Петър Пунчев работи в Българското национално радио от 1980 до 1988, като от 1984 година води нощния блок на програма „Хоризонт“.
През 1992 г. той и Бойчо Автов, Кирил Калев и Константин Тилев основават първото българско частно радио, FM+. По-късно Пунчев основава и радиостанциите „Фреш“, „Мила-голд“ и други. Дългогодишен председател и член на борда на Асоциацията на българските частни радио- и телевизионни оператори (ABBRO).
През 1997 година пише книгата „Първите седем: частното радио в България“.
През 2007 година Пунчев приема предложение на ирландската медийна компания Communicorp Group да оглави бизнеса ѝ в Украйна. От края на 2008 е управляващ директор на Радио 3, Белград, Сърбия.
През лятото на 2009 година Комисията по досиетата оповестява, че Пунчев от 1980 г. е бил щатен служител на Разузнавателното управление на Генералния щаб на българската армия, а през 1986 г. е вербуван като агент Троянски от Петко Сертов, който в онзи момент е бил оперативен работник във Второ главно управление на Държавна сигурност. В свое изявление до българската общественост, направено чрез в-к „24 часа“, Пунчев заявява, че винаги се е старал да „се държ[и] далеч от службите“.
Петър Пунчев е женен, с две деца, Андреа (родена през 1989) и Александра (родена през 2000).